# Osbeckienblättrige Zistrose

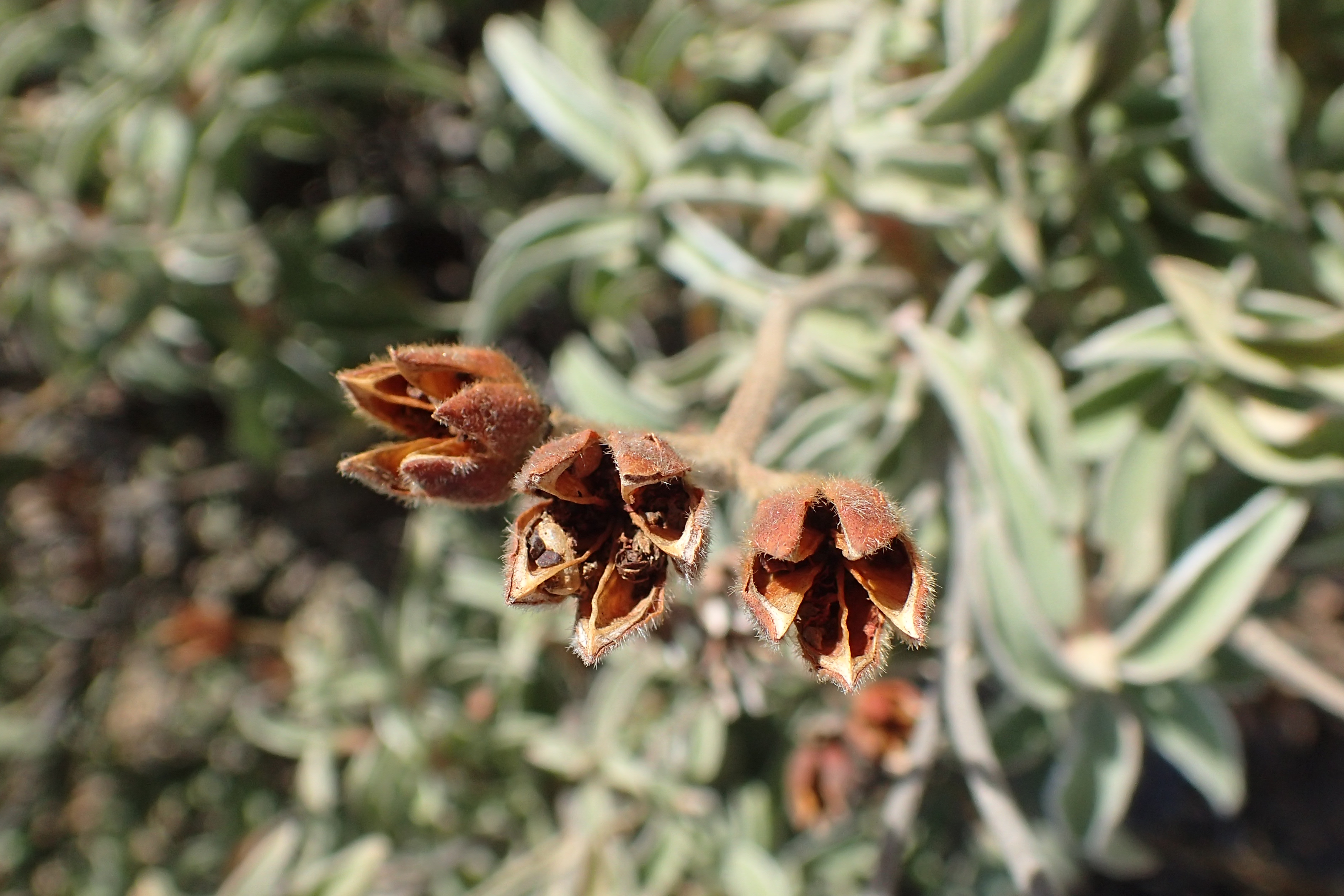
Kapselfrüchte

Die Osbeckienblättrige Zistrose (Cistus osbeckiifolius) ist eine nicht monophyletische! Pflanzenart aus der Gattung der Zistrosen (Cistus) in der Familie der Zistrosengewächse (Cistaceae). Die Art wurde in der spanischen „Roten Liste“ (Libro Rojo de la Flora Vascular Amenazada de España) als „gefährdet“ (EN) eingestuft.

## Beschreibung
Cistus osbeckiifolius ist ein leicht aromatischer Strauch, der normalerweise bis über 1 m Höhe erreicht, unter optimalen Bedingungen aber auch über 1,50 m hoch werden kann.
Seine dreinervigen, ganzrandigen und spitzen bis rundspitzigen Laubblätter sind schmal, eilanzettlich bis elliptisch geformt und 2,5–6 cm lang. Die kurz gestielten Blätter sind beiderseits graugrün, filzig, zottig und seidig behaart.
Die Blüten sind in wenigblütigen Blütenständen zusammengefasst. Die Blütenknospen sind eiförmig, die rosafarbenen bis purpurnen und fünfzähligen Blüten mit doppelter Blütenhülle haben einen Durchmesser von etwa 4–6 cm. Die fünf Kelchblätter sind behaart, die inneren Haare sind länger als die äußeren, sie haben eine 3 mm lange Spitze. Der Griffel ist länger als die vielen kurzen Staubblätter.
Die behaarten und vielsamigen Fruchtkapseln sind braun.
Die Chromosomenzahl beträgt 2n = 18.

## Systematik und Unterarten
Die Art gehört in die Klade der pink-rosa blühenden Zistrosen (Cistus) und deren Sektion Macrostylia, die endemisch auf den Kanarischen Inseln ist. In dieser Sektion sind außer der Osbeckienblättrige Zistrose (Cistus osbeckifolius) noch die Chinamada-Zistrose (Cistus chinamadensis), die Haarige Zistrose (Cistus horrens). die Tamadaba-Zistrose (Cistus ocreatus), die Beinwellblättrige Zistrose (Cistus symphytifolius), die La Palma-Zistrose (Cistus palmensis) und die Raue Zistrose (Cistus asper) vertreten.
Homotypische Synonyme für Cistus osbeckiifolius sind:
- Rhodocistus osbeckiifolius Webb ex Christ, Bot. Jahrb. Syst. 9(1): 96 (1887), nom. inval., pro syn.
- Rhodocistus osbeckiifolius Webb ex Grosser, Pflanzenr. 14: 12 (1903), nom. inval.
- Cistus osbeckiifolius (Webb) Pit. & Proust, Iles Canar. Fl. 110 (1909), nom. illeg.

Die Osbeckienblättrige Zistrose Cistus osbeckiifolius (Webb) Christ wird derzeit in zwei Unterarten unterteilt, neuere molekulargenetische Forschungsergebnisse widersprechen jedoch dieser These, da die rötlich-blühenden kanarischen Arten in drei Hauptkladen unterteilt werden. Die beiden Unterarten sind in verschiedenen Kladen. Die Nominalunterart ist in der gleichen Klade, in der die Nominalunterarten der Chinamada-Zistrose und der Beinwellblättrigen Zistrose sowie die Tamabada-Zistrose und die La Palma-Zistrose enthalten sind. Die Unterart Cistus osbeckiifolius subsp. tomentosus ist Teil jener Klade, in der unter anderem Cistus chinamadensis subsp. gomerae oder Cistus symphytifolius var. canus enthalten sind:
- Cistus osbeckiifolius subsp. osbeckiifolius
- Cistus osbeckiifolius subsp. tomentosus Bañares & Demoly. Diese Unterart unterscheidet sich von Cistus osbeckiifolius subsp. osbeckiifolius durch ihre größere Wuchshöhe von bis zu 3,5 Meter (selten bis 4 Meter), die oft größeren, bis 8 (selten bis 9) Zentimeter langen und bis 3,5 Zentimeter breiten Blattspreiten. Der Spreitenoberseite fehlt die Behaarung, auf der Unterseite ist sie nur spärlich auf der Blattnervatur vorhanden. Die Blattscheiden sind nur 6 bis 8 Millimeter lang. Die Blütenstände sind mit (13 bis) 20 bis 30 Zentimeter deutlich länger mit stärkerer Verzweigung und 18 bis 42 (bis 56) Blüten. Die Blütenstandsstiele sind mit wenigen einfachen und einigen Büschelhaaren besetzt. Die Kapselfächer sind in der Mitte nur 3 bis 4 Millimeter breit.[3] Diese Unterart kommt in Kiefernwäldern am Südwesthang des Teide in einer Höhenlage zwischen 1400 und 1650 m vor.[3]

Die Osbeckienblättrige Zistrose ist an zwei in Kultur erzeugten Hybriden beteiligt, welche beide rein kanarischer Herkunft sind:
- Cistus ×glaucifolius Demoly (= Cistus osbeckiifolius × Cistus ocreatus) (lat.: glaucifolius = blaugrünblättrig); Blüte: rosa-pink
- Cistus ×penarcleusensis Demoly (= Cistus osbeckiifolius × Cistus chinamadensis) (benannt nach dem Collège de Penn ar C’hleuz in der Bretagne, dem Erzeugungsort der Hybride[3]); Blüte: rosa-pink

## Taxonomie
Diese Art wurde erstmals von dem französischen Pflanzensammler Eugène Bourgeau, im Mai 1846 auf Teneriffa gesammelt. Philip Barker Webb benannte sie auf dem Etikett von Bourgeaus Typusbeleg sowie in einem unveröffentlichten Manuskript als Rhodocistus osbeckiaefolius. Weil er keine veröffentlichte Beschreibung vorlegte, ist dieser Name ungültig. Erst im Jahre 1887 veröffentlichte Hermann Christ in Bot. Jahrb. Syst. 9: 96 eine gültige Neubeschreibung und stellte die Art unter Verwendung des Webb'schen Epithets als Cistus osbeckiaefolius in die Gattung Cistus. Dieser Name muss nach Artikel 60.10 des Internationalen Codes der Nomenklatur für Algen, Pilze und Pflanzen in Cistus osbeckiifolius korrigiert werden.
Das Artepitheton osbeckiaefolius (mit Blättern wie bei der Osbeckie) beruht auf der von Webb beobachteten Ähnlichkeit ihrer Blätter mit denen der Osbeckien (Osbeckia), einer Gattung aus der Familie der Schwarzmundgewächse (Melastomataceae). Diese Gattung wurde nach dem schwedischen Naturforscher und Theologen Pehr Osbeck (1723–1805) benannt.

## Verbreitung und Lebensraum
Cistus osbeckiifolius ist endemisch auf Teneriffa. Sie wächst in Höhen von 1.400–2.400 m um den Teide, insbesondere in den Wäldern der Kanarischen Kiefer (Pinus canariensis) der Randberge der Caldera Las Cañadas. Das Klima dort ist relativ trocken und gemäßigt bis kalt.

## Naturschutz
Cistus osbeckiifolius subsp. osbeckiifolius wurde in der spanischen „Roten Liste“ (Libro Rojo de la Flora Vascular Amenazada de España) als „gefährdet“ (EN) eingestuft. Dies aus mehreren Gründen: ein begrenztes Verbreitungsgebiet, eingeschränkte genetische Vielfalt der Populationen, der Fraß durch Kaninchen, die Auswirkungen von Bränden und menschliche Störungen (Ausgraben, Pflücken, Trittschäden bei Sämlingen etc.). Im Jahr 2007 zerstörte ein Feuer eine komplette Teilpopulation.

## Weiterführende Literatur
- Beatríz Guzmán, Pablo Vargas: Unexpected synchronous differentiation in Mediterranean and Canarian Cistus (Cistaceae). In: Perspectives in Plant Ecology, Evolution and Systematics. Band 12, Nr. 3, 2010, S. 163–174, doi:10.1016/j.ppees.2009.09.002.
- Laure Civeyrel, Julie Leclercq, Jean-Pierre Demoly, Yannick Agnan, Nicolas Quèbre, Céline Pélissier, Thierry Otto: Molecular systematics, character evolution, and pollen morphology of Cistus and Halimium (Cistaceae). In: Plant Systematics and Evolution. Band 295, Nr. 1–4, 2011, S. 23–54, doi:10.1007/s00606-011-0458-7 JSTOR:43558218.
- Beatríz Guzmán, Pablo Vargas: Historical biogeography and character evolution of Cistaceae (Malvales) based on analysis of plastid rbcL and trnL-trnF sequences. In: Organisms Diversity & Evolution. Band 9, Nr. 2, 2009, S. 83–99, doi:10.1016/j.ode.2009.01.001.
- Beatríz Guzmán, Pablo Vargas: Systematics, character evolution, and biogeography of Cistus L. (Cistaceae) based on ITS, trnL-trnF, and matK sequences. In: Molecular Phylogenetics and Evolution. Band 37, Nr. 3, 2005, S. 644–660, doi:10.1016/j.ympev.2005.04.026.
- Beatríz Guzmán, María Dolores Lledó, Pablo Vargas: Adaptive Radiation in Mediterranean Cistus (Cistaceae). In: PLoS One. Band 4, Nr. 7, 2009, e6362, doi:10.1371/journal.pone.0006362.